# 16131 Каганович
16131 Каганович (16131 Kaganovich) — астероїд головного поясу, відкритий 7 грудня 1999 року.
Тіссеранів параметр щодо Юпітера — 3,294.